# Sadama
Sadama (‘(wijk) van de haven’; de nominatief is sadam) is een subdistrict of wijk (Estisch: asum) binnen het stadsdistrict Kesklinn in Tallinn, de hoofdstad van Estland. De wijk telde 4.132 inwoners op 1 januari 2020. De wijk ligt aan de Baai van Tallinn (onderdeel van de Finse Golf) en grenst verder aan de wijken Kadriorg, Raua, Kompassi, Südalinn, Vanalinn (de oude binnenstad) en Kalamaja. In de wijk ligt de oude haven (Estisch: Vanasadam) van Tallinn.

## Geschiedenis

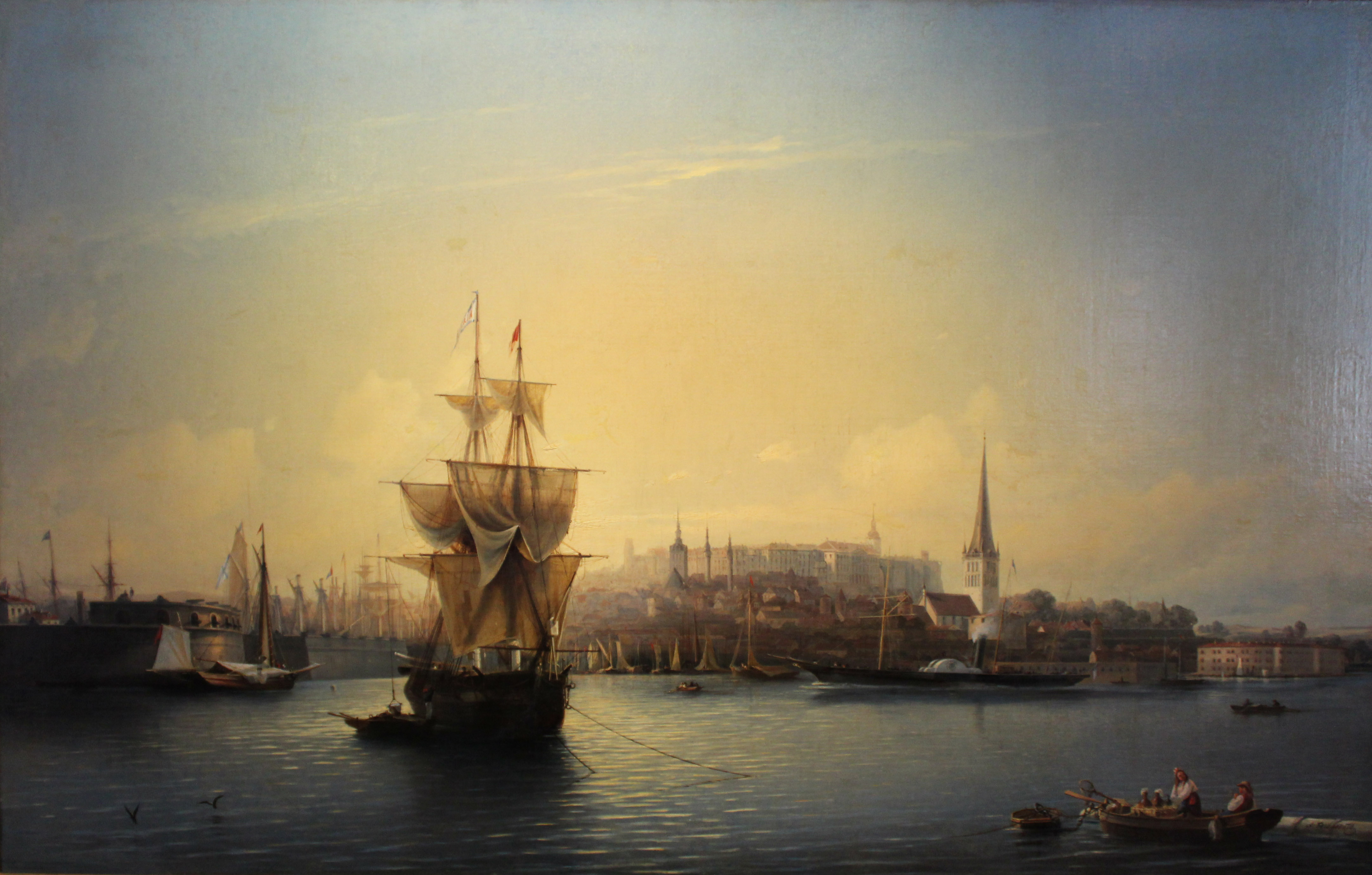
De haven van Tallinn in 1853, schilderij van Aleksej Bogoljoebov

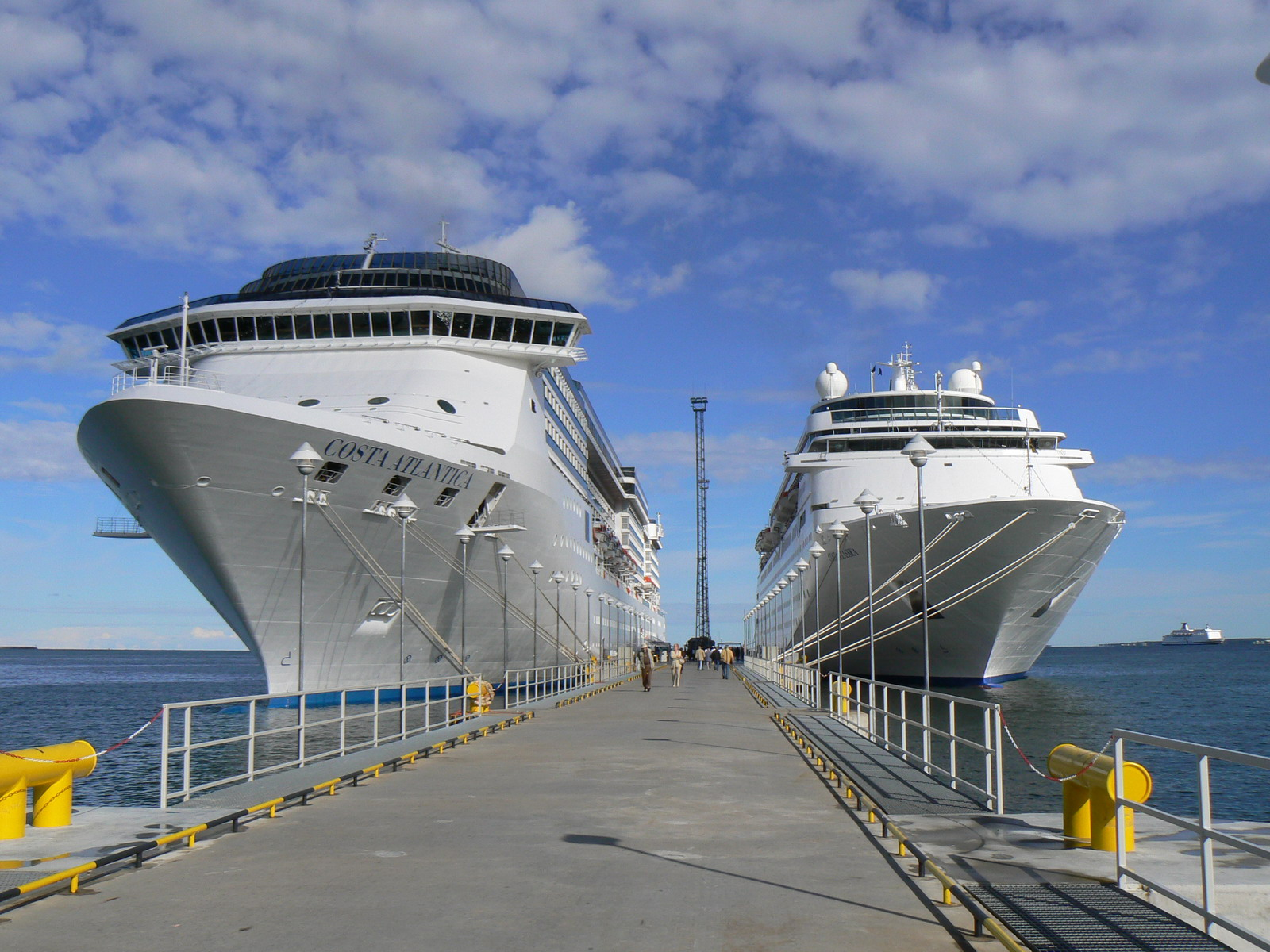
Twee schepen, de Costa Atlantica en de Costa Classica, in de haven van Tallinn

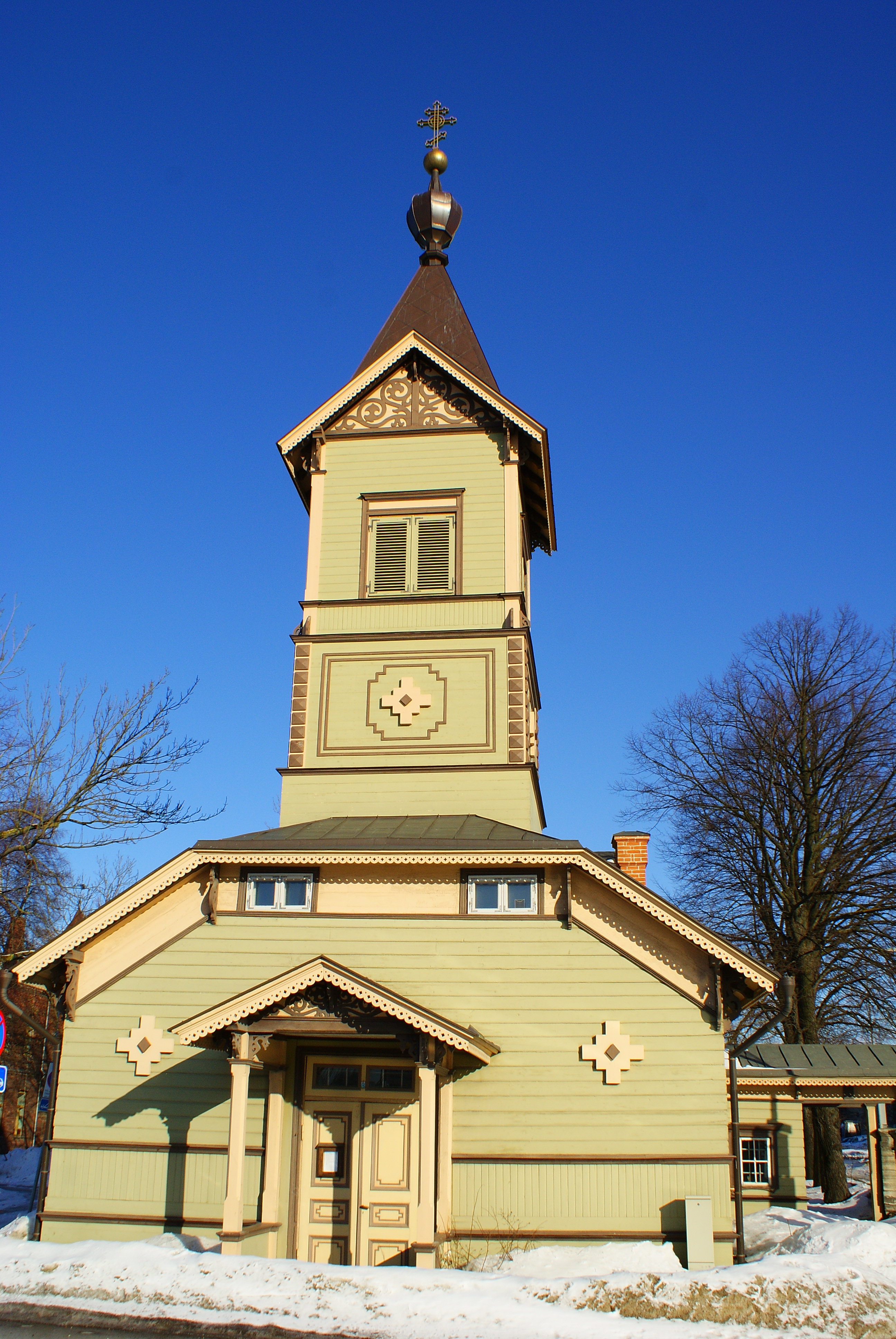
De kerk van St. Simeon en de profetes Anna

### De haven
De haven van Tallinn is ongeveer even oud als de stad zelf en van oudsher een belangrijk centrum voor de handel. Toen koning Erik IV van Denemarken in 1248 aan Tallinn stadsrechten verleende, schonk hij de stad ook vrijdom van belastingen op het handelsverkeer. Toen Tallinn in 1285 toetrad tot de Hanze, kreeg de handel een nieuwe impuls. De haven was zo belangrijk voor de stad dat bisschop Olaus van Tallinn in 1336 een aflaat van 40 dagen toezegde aan iedereen die meehielp aan bouw- en herstelwerkzaamheden aan de haven.
Een voordeel van de haven van Tallinn is dat deze een groot deel van het jaar ijsvrij is. Gemiddeld is de haven maar één maand van het jaar dichtgevroren. Strenge winters komen echter voor. In 1459 bijvoorbeeld konden de inwoners van Tallinn over de bevroren Oostzee te voet of te paard Zweden bereiken.
In het begin van de 16e eeuw werd een muur opgetrokken tussen de haven en de stad om de stad te kunnen verdedigen tegen aanvallen vanuit zee. In deze tijd is de kanontoren Dikke Margareta gebouwd. De nabijgelegen ‘Grote Kustpoort’ vormde de verbinding tussen de stad en de haven. Bij de haven werd een toren gebouwd, waarin in de lente en de herfst ’s avonds een vuur brandde. Dit was een vroege versie van een vuurtoren.
In de 17e eeuw ging Zweden, toen heer en meester in Tallinn, toch belastingen heffen op het handelsverkeer. Deze belastingen waren niet de reden dat het belang van Tallinn als handelsstad afnam. Dat kwam door het uiteenvallen van het Hanzeverbond en de vele oorlogen, die vaak op het grondgebied van het latere Estland werden uitgevochten. Vooral de Grote Noordse Oorlog (1700-1721) en de pestepidemie die daarop volgde, gaven bijna de doodsteek aan het handelsverkeer. De Russische tsaar Peter I, de grote winnaar van de oorlog, maakte een begin met de aanleg van een marinehaven in de naast Sadama gelegen wijk Kalamaja. Vele jaren lang ging alle aandacht uit naar de aanleg van de marinehaven, die niet wilde vlotten, en werd de handelshaven verwaarloosd.
Pas na de val van Napoleon Bonaparte in 1815 ging Rusland weer serieus werk maken van de handelshaven van Tallinn. Er werden nieuwe havenwerken aangelegd. In 1827 liep het eerste stoomschip, de Engelse raderstoomboot George IV, in Tallinn binnen. Er werd een tweede vuurtoren gebouwd. In 1837 begon een veerdienst tussen Tallinn en Helsinki. Later in de 19e eeuw kwamen daar veerdiensten bij naar Riga, Sint-Petersburg en Lübeck.
De opening van de spoorlijn van Tallinn naar Sint-Petersburg in 1870 gaf een nieuwe impuls aan Tallinn als vrachthaven. De haven werd door raccordementen met de spoorlijn verbonden, zodat voor- en natransport per trein mogelijk werd. Er kwam ook een scheepswerf.
In 1905 werd in de haven elektrische verlichting aangelegd. In 1911 mocht in de haven geen vis meer worden in- of uitgeladen. Daarvoor was een haven aangelegd in de wijk Kalamaja.
Na de Eerste Wereldoorlog kwam de handel met Tallinn in het inmiddels onafhankelijk geworden Estland weer moeizaam op gang. Ook de veerdiensten hernamen hun werkzaamheden, te beginnen met veren naar Stockholm en Stettin. Een groot deel van het vrachtverkeer werd verplaatst naar nieuwe havens in het huidige stadsdistrict Põhja-Tallinn. Op het eind van de jaren twintig onderging de oude haven wel een opknapbeurt. Steeds meer werd hier het vervoer van passagiers geconcentreerd.
In 1941, toen nazi-Duitsland de Sovjet-Unie was binnengevallen, werden de havens van Tallinn op last van Jozef Stalin (sinds 1940 heer en meester in Estland) onbruikbaar gemaakt. Installaties werden vernield, olietanks in brand gestoken, schepen tot zinken gebracht. De Duitsers maakten de havens weer gereed voor gebruik door hun oorlogsvloot, maar deden het werk van de Sovjets nog eens over toen in 1944 de Sovjet-Unie weer aan de winnende hand was. De haven van Tallinn werd opnieuw vernield.
Na de Tweede Wereldoorlog duurde het jaren voor de havens van Tallinn weer volledig in bedrijf waren. Pas in 1965 voer er weer een veerboot naar Helsinki. In 1989 kwam daar een veerboot naar Stockholm bij. Na het herstel van de onafhankelijkheid in 1991 werden de veerdiensten steeds meer geconcentreerd in de oude haven. Het vrachtverkeer ging naar de havens in Põhja-Tallinn. Daar is ook de Estische marinehaven. Momenteel vertrekken vanuit de oude haven in Sadama veren naar Helsinki, Stockholm en Sint-Petersburg. Wat er nog aan vrachtvervoer over is, zal worden verplaatst naar de havens van Muuga en Paldiski. Daarnaast heeft Sadama een bescheiden jachthaven. Andere jachthavens in Tallinn bevinden zich in de wijken Pirita en Kakumäe.

### De Universiteit van Tallinn
Al sinds 1918 heeft Tallinn een Technische Universiteit. Die bevindt zich sinds 1964 in de wijk Mustamäe. In 2005 kwam daar een tweede universiteit bij, de Universiteit van Tallinn. Deze nieuwe onderwijsinstelling werd gevestigd in Sadama en bleek al spoedig succesvol. Ze heeft ongeveer 7100 studenten.

## Bezienswaardigheden
In Sadama is het Estisch architectuurmuseum gevestigd, in een oude zoutkeet, de Rottermanni Soolaladu, gebouwd in 1908.
De kleine houten kerk van Sint-Simeon en de profetes Anna (Estisch: Püha Siimeoni ja Naisprohvet Hanna kirik) is gebouwd in 1752, volgens de overlevering met een afgedankt schip als fundament. Ze behoort tot de Estische Apostolisch-Orthodoxe Kerk, een kerkgenootschap van voornamelijk Esten, dat zich tot de oosters-orthodoxe kerken rekent, maar onder het Oecumenisch patriarchaat van Constantinopel valt in plaats van het Patriarchaat van Moskou.
In 2007 werd in Sadama de eerste synagoge in het Estland van na de Tweede Wereldoorlog geopend. De vroegere synagoge, gebouwd in 1883, was tijdens die oorlog compleet vernield en nooit meer opgebouwd. In de nieuwe synagoge is plaats voor 180 mensen, ruim voldoende voor de kleine joodse gemeenschap van Tallinn.
In Sadama staat ook het hoofdpostkantoor van Tallinn.

## Vervoer
De weg Narva maantee vormt de zuidgrens van Sadama. Over deze weg lopen de tramlijnen 1 (Kadriorg-Kopli) en 3 (Kadriorg-Tondi) en over een kleine afstand ook de lijnen 2 (Ülemiste-Kopli) en 4 (Ülemiste-Tondi). Over deze weg loopt ook een aantal buslijnen. Twee buslijnen gaan naar de haven.